# Штеттельдорф-ам-Ваграм
Штеттельдорф-ам-Ваграм (нем. Stetteldorf am Wagram) — ярмарочная коммуна (нем. Marktgemeinde) в Австрии, в федеральной земле Нижняя Австрия. 
Входит в состав округа Корнойбург.  Население составляет 1019 человек (на 1 апреля 2009 года). Занимает площадь 25,74 км². Официальный код  —  31228.

## Политическая ситуация
Бургомистр коммуны — Йозеф Данкзагмюллер (АНП) по результатам выборов 2010 года.
Совет представителей коммуны (нем. Gemeinderat) состоит из 19 мест.
- АНП занимает 13 мест.
- СДПА занимает 5 мест.
- АПС занимает 1 место.